# 2-я Набережная улица (Чернигов)
2-я набережная улица (укр. 2-а набережна вулиця) — улица в Деснянском районе города Чернигова. Пролегает от перекрёстка улицы Василия Стуса (Чернышевского) и Стриженского переулка до улицы Киевская (без проезда), исторически сложившаяся местность (район) Ковалёвка. 
Примыкает улица Зелёная.

## История
Набережная улица проложена в 19 веке. Была застроена индивидуальными домами в 19 — начале 20 веков. 
Для упорядочивания наименований улиц города, была переименована на 2-я Набережная улица.

## Застройка
Улица пролегает в северо-восточном и северо-западном направлениях, повторяя траекторию русла реки Стрижень. Улица расположена в пойме реки Стрижень. Западная сторона улицы занята усадебной застройкой, не имея парной или непарной сторон — №№ 1-14 все по одной стороне улицы. Восточная сторона — не застроена. 
Учреждения: нет
Есть ряд рядовых исторических зданий, что не являются памятниками архитектуры или истории: усадебные дома №№ 1, 9.